# Il personale
Il personale (Personel) è un film per la televisione del 1975 diretto da Krzysztof Kieślowski.